# Реіу (Естонія)
Рейу (Reiu) — село в волості Гяедеместе повіту Пярну на південному заході Естонії. Він розташований на південь від міста Пярну (приблизно 10 км (6 миль) від центру міста), між Пярнуською затокою та річкою Рейу. За даними перепису населення 2011 року населення селища становило 599 осіб.
Через село проходить національна дорога 4 (частина E67 або Via Baltica), і це початкова точка національної дороги 6 (шосе Валга — Уулу).
Reiu — це місце розташування Lottemaa, тематичного парку, натхненного Lotte from Gadgetville. У радянські часи тут була ракетна база Кулліпеса.
У 2015 році в селі Рейу було відкрито нове поле для гольфу (Pärnu Bay Golf Links).
Ліс Раекюла розташований у північній частині території села.
7 вересня 2015 року село Мерекюла було засновано шляхом відокремлення землі від села Рейу.